# Krizsán
A Krizsán szláv eredetű férfinév. Vezetéknévként gyakori Magyarországon és néhány szomszédos és nem szomszédos országban (Szlovénia, Horvátország, Szlovákia, Csehország, Lengyelország). A név a szláv križ (kereszt) vagy krst keresztség szavakból ered.

## Gyakorisága
Az 1990-es években nem lehetett anyakönyvezni, a 2000-es években nem szerepel a 100 leggyakoribb férfinév között.

## Névnapok
- január 27.[forrás?]
- szeptember 13.[forrás?]
- december 27.[forrás?]

## Külső hivatkozások
- Az MTA Nyelvtudományi Intézete által anyakönyvi bejegyzésre alkalmasnak minősített utónevek jegyzéke